# Janusz Okrzesik
Janusz Władysław Okrzesik (ur. 27 czerwca 1964 w Bielsku-Białej) – polski polityk, samorządowiec, nauczyciel akademicki, politolog i działacz ekologiczny, poseł na Sejm X kadencji, senator III i IV kadencji.

## Życiorys
W 1983 ukończył III Liceum Ogólnokształcące im. Stefana Żeromskiego w Bielsku-Białej. Studiował następnie nauki polityczne na Uniwersytecie Jagiellońskim, socjologię na Katolickim Uniwersytecie Lubelskim oraz dziennikarstwo na Uniwersytecie Warszawskim. W 2005 na Wydziale Nauk Społecznych Uniwersytetu Śląskiego uzyskał stopień doktora nauk humanistycznych (specjalność nauki o polityce) na podstawie pracy pt. Polityczna i legislacyjna rola Senatu RP w latach 1989–2001. Autor licznych publikacji, m.in. podręcznika akademickiego Ustrój polityczny RP. Wprowadzenie (wraz z Rafałem Glajcarem i Waldemarem Wojtasikiem) oraz książki Polski Senat. Studium politologiczne.
W latach 80. związany z podziemiem solidarnościowym, Ruchem Wolność i Pokój i Solidarnością Polsko-Czesko-Słowacką. Był posłem na Sejm X kadencji z ramienia Komitetu Obywatelskiego (najmłodszym parlamentarzystą KO). Zasiadał w radzie naczelnej Ruchu Obywatelskiego Akcja Demokratyczna. W pierwszej połowie lat 90. pełnił funkcję redaktora tygodnika „Gazeta Prowincjonalna” i zastępcy dyrektora ds. reklamy i wydawnictw w prywatnej spółce. Dwukrotnie wygrywał wybory do Senatu w województwie bielskim, sprawując mandat w izbie wyższej III kadencji z rekomendacji Unii Demokratycznej i IV kadencji z ramienia Unii Wolności. W trakcie działalności w parlamencie zainicjował m.in. akcję „Ekologia w Konstytucji”. W 2001 kandydował do Sejmu, gdy UW nie osiągnęła progu wyborczego.
Pracował w Wyższej Szkole Bankowości i Finansów w Bielsku-Białej, w której w 2001 objął stanowisko prodziekana ds. studentów. Wykładał również na Uniwersytecie Śląskim oraz Akademii Ignatianum w Krakowie. Objął stanowisko adiunkta na Wydziale Prawa i Nauk Społecznych Wyższej Szkoły Finansów i Prawa w Bielsku-Białej. Od 1994 do 2009 nieprzerwanie zasiadał w radzie miasta Bielska-Białej – w tym jako przewodniczący lokalnego stowarzyszenia Unia dla Bielska-Białej, w 2006 wybrany z ramienia Platformy Obywatelskiej). W latach 1998–1999 był przewodniczącym tego organu.
Działacz różnych organizacji pozarządowych w tym ekologicznych, był członkiem Klubu Inteligencji Katolickiej, a także wiceprezesem i przewodniczącym rady patronackiej klubu sportowego Podbeskidzie Bielsko-Biała. W 2009 został prezesem Towarzystwa Sportowego Podbeskidzie Bielsko-Biała, rezygnując z mandatu radnego w związku z zakazem łączenia funkcji. W 2011, po awansie tego klubu do ekstraklasy i przekształceniu go w spółkę akcyjną, zrezygnował z funkcji prezesa TSP.
W wyborach samorządowych w 2014 bezskutecznie ubiegał się jako kandydat niezależny o stanowisko prezydenta Bielska-Białej – w I turze głosowania zajął 2. miejsce (23,32% głosów) za walczącym o reelekcję Jackiem Krywultem, przegrał z nim również w II turze (40,12%). Nie zdobył również mandatu w sejmiku śląskim (jego Komitet Wyborczy Wyborców Niezależny Samorząd Województwa Śląskiego nie przekroczył progu wyborczego). W 2018 ponownie kandydował na prezydenta miasta (zajmując 3. miejsce z wynikiem 22,98%). Uzyskał wówczas mandat radnego miejskiego, po czym został wybrany na przewodniczącego tego gremium. Zrezygnował z tej funkcji w 2022. W 2024 nie utrzymał mandatu radnego na kolejną kadencję.

## Odznaczenia
W 2011 odznaczony Krzyżem Oficerskim Orderu Odrodzenia Polski. W 2019 udekorowany Krzyżem Wolności i Solidarności.